# 사데트 악소이
사데트 악소이(Saadet Aksoy, 1983년 8월 29일 ~ )는 터키의 배우이다.

## 출연 작품
- 사프 (2018)
- 투와이스 본 (2012)
- 러브 인 어나더 랭귀지 (2009)
- 이스턴 플레이스 (2009)
- 사랑은 언제나 진행중 (2009)
- 밀크 (2008)
- 어 뷰티풀 라이프 (2008)
- 에그 (2007)